# هوشنگ طالع
هوشنگ طالع سیاستمدار اهل ایران و از نمایندگان بیست و دومین دوره مجلس شورای ملی بود. او از دانشگاه گراتس اتریش دکترای اقتصاد دارد و مسئولیت شاخه حزب پان‌ایرانیست (هیئت اجرایی / هاج) بر عهده دارد.

## زندگی
هوشنگ طالع در سال ۱۳۱۲ خورشیدی در تهران به دنیا آمد. پدر او علی طالع است که ترجمه کتاب اقتصاد برای همه از جمله اقدامات اوست. همچنین مادر او فهیمه گنجه‌ای از بانوان میهن‌پرست و خواهر رضا گنجه‌ای (بابا شمل)، روزنامه‌نگار و مدیر نشریهٔ مشهور انتقادی و طنزآمیز دههٔ ۱۳۲۰ خورشیدی بابا شمل، بود.
هوشنگ طالع از ابتدای نوجوانی در حزب پان ایرانیست فعالیت نمود. او در سال ۱۳۴۶ به همراه چند تن دیگر از سران حزب پان ایرانیست به عنوان نماینده مردم وارد مجلس بیست و دوم شورای ملی گردید.
او در جریان جداسازی بحرین از ایران در سال ۱۳۴۹به شدت مخالفت کرد و با دولت وقت در این قضیه اختلاف شدید یافت و اعضای حزب پان ایرانیست هویدا را استیضاح کردند. او معتقد است یکی از مهم‌ترین دلایل سقوط ۵۷ همین خیانت شاه در مورد بحرین و گذشت از حق حاکمیت ملت ایران بود.
در سال‌های اخیر و با روی آوردن او به تاریخ‌پژوهی می‌توان وی را از رهبران فکری آن جریان دانست. در حال حاضر ماهنامهٔ خواندنی ارگان وی و هم‌اندیشان‌اش است.

## تحصیلات
هوشنگ طالع تحصیلات ابتدایی و متوسطه خود را در تهران و تحصیلات عالی خود را در دانشگاه‌های آلمان و اتریش گذرانده‌است.
وی مدرک دکترای علوم اقتصادی و سیاسی خود را از دانشگاه کارل فرانس-گراتس اتریش دریافت کرده‌است. وی همچنین دارای مدرک الگوسازی اقتصادی از سازمان ملل-انستیتو اکافه-بانگوگ-تایلند و دوره فوق لیسانس را در مدرسه عالی علوم اجتماعی پاریس گذرانده‌است.
طالع و برخی از همفکرانش در سال ۱۳۸۳ و به دنبال ائتلاف حزب پان ایرانیست با حزب دموکرات کردستان ایراناز این مجموعه جدا شده و حزب پان‌ایرانیست (هیئت اجرایی / هاج) را ایجاد کردند.

## برخی آثار منتشر شده
1. هلال خصیب در رابطه با تجزیه سرزمین‌های ایرانی نشین
2. تزارها و تزارها
3. تجاوز و دفاع (ریشه‌ها و پی‌آمدهای تجاوز نظامی عراق به ایران)
4. فرهنگ ملی
5. اندیشه و دانش ملت گرایی
6. مکتب علمی ملت گرایی
7. ارتش، توان و نیرومندی:۱۳۶۲–۱۳۵۷
8. تجاوز عراق، خیانت خودی، حمایت بیگانه
9. چکیده تاریخ تجزیه ایران
10. مسکو: زمستان سرد ۱۳۲۴
11. تاریخچه مکتب پان ایرانیسم
12. تاریخ تمدن و فرهنگ ایران کهن
13. تاریخ تجزیه ایران - دفتر یکم - تلاش نافرجام برای تج‍زیه آذربایجان
14. تاریخ تجزیه ایران - دفتر دوم - تجزیه بحرین
15. تاریخ تجزیه ایران - دفتر سوم - تجزیه سرزمین‌های باختری
16. تاریخ تجزیه ایران - دفتر چهارم - تجزیه قفقاز
17. تاریخ تجزیه ایران - دفتر پنجم - تجزیه سرزمین‌های خاوری
18. روز سی تیر، میدان بهارستان
19. تاریخ تجزیه ایران - دفتر ششم - تلاش در راه وحدت
20. گوشه‌های پنهان برای تجزیه مهاباد (با همکاری پیمان حریقی)
21. قرارداد الجزایر و پی‌آمدهای آن
22. ناسیونالیسم ایرانی
23. برآمدن صفویان و بازسازی دولت فراگیر ملی
24. جهان‌نمای تاریخ ایران(۱۰۷۶۲پیش از میلاد تا ۱۹۷۰ میلادی)
25. تاریخ ایران کهن
26. خورشید و شیر از گاه کهن تا امروز

### کتاب‌ها‍ی منتشر شده به زبان انگلیسی
1. war in the persian gulf-1981
2. Iran in the claws of the bear. the failed soviel landgrab of 1964-۲۰۰۷-With Farhad Tale